# Золотая малина (премия, 1982)
2-я церемония объявления лауреатов премии «Золотая малина» за сомнительные заслуги в области кинематографа за 1981 год состоялась 29 марта 1982 года в Лос-Анджелесе, Калифорния.

## Статистика
| Фильм                                                           | номинации | победы |
| --------------------------------------------------------------- | --------- | ------ |
| • Дорогая мамочка / Mommie Dearest                              | 9         | 5      |
| • Тарзан, человек-обезьяна / Tarzan, the Ape Man                | 6         | 1      |
| • Бесконечная любовь / Endless Love                             | 6         | -      |
| • Легенда об одиноком рейнджере / The Legend of the Lone Ranger | 5         | 3      |
| • Врата рая / Heaven's Gate                                     | 5         | 1      |
| • На правильном пути / On the Right Track                       | 2         | -      |
| • Под радугой / Under the Rainbow                               | 2         | -      |
| • Только когда я смеюсь / Only When I Laugh                     | 2         | -      |
| • Сукин сын / S.O.B.                                            | 2         | -      |

## Список лауреатов и номинантов
Победители выделены отдельным цветом. 
| Категории           | Лауреаты и номинанты                                                        | Лауреаты и номинанты                                                                 |
| ------------------- | --------------------------------------------------------------------------- | ------------------------------------------------------------------------------------ |
| Худший фильм        | • Дорогая мамочка (Paramount) (продюсер: Фрэнк Ябланс)                      | • Дорогая мамочка (Paramount) (продюсер: Фрэнк Ябланс)                               |
| Худший фильм        | • Бесконечная любовь (Universal/PolyGram) (продюсер: Дайсон Ловелл)         |                                                                                      |
| Худший фильм        | • Врата рая (United Artists) (продюсер: Джоан Карелли)                      |                                                                                      |
| Худший фильм        | • Легенда об одиноком рейнджере (Universal/AFD) (продюсер: Уолтер Кобленц)  |                                                                                      |
| Худший фильм        | • Тарзан, человек-обезьяна (MGM/UA) (продюсер: Бо Дерек)                    |                                                                                      |
| Худшая мужская роль | • Клинтон Спилсбури — «Легенда об одиноком рейнджере» (за роль Джона Рейда) | • Клинтон Спилсбури — «Легенда об одиноком рейнджере» (за роль Джона Рейда)          |
| Худшая мужская роль | • Гэри Коулман — «На правильном пути» (за роль Лестера)                     |                                                                                      |
| Худшая мужская роль | • Брюс Дерн — «Тату» (за роль Карла Кински)                                 |                                                                                      |
| Худшая мужская роль | • Ричард Харрис — «Тарзан, человек-обезьяна» (за роль Джеймса Паркера)      |                                                                                      |
| Худшая мужская роль | • Крис Кристофферсон —                                                      | «Врата рая» (за роль Джеймса Эверилла), «Вся эта дребедень» (за роль Хаббелла Смита) |

| Худшая женская роль               | Бо Дерек                                                                                          | • Бо Дерек — «Тарзан, человек-обезьяна» (за роль Джейн Паркер)                   | Фэй Данауэй                                                                      |
| Худшая женская роль               | Бо Дерек                                                                                          | • Фэй Данауэй — «Дорогая мамочка» (за роль Джоан Кроуфорд)                       | Фэй Данауэй                                                                      |
| Худшая женская роль               | Бо Дерек                                                                                          | • Линда Блэр — «Адская ночь» (за роль Марти Гейнс)                               | Фэй Данауэй                                                                      |
| Худшая женская роль               | Бо Дерек                                                                                          | • Брук Шилдс — «Бесконечная любовь» (за роль Джейд Баттерфилд)                   | Фэй Данауэй                                                                      |
| Худшая женская роль               | Бо Дерек                                                                                          | • Барбра Стрейзанд — «Всю ночь напролёт» (за роль Шерил Гиббонс)                 | Фэй Данауэй                                                                      |
| Худшая мужская роль второго плана | Стив Форрест                                                                                      | • Стив Форрест — «Дорогая мамочка» (за роль Грега Савитта)                       | • Стив Форрест — «Дорогая мамочка» (за роль Грега Савитта)                       |
| Худшая мужская роль второго плана | Стив Форрест                                                                                      | • Билли Барти — «Под радугой» (за роль Отто Криглинга)                           |                                                                                  |
| Худшая мужская роль второго плана | Стив Форрест                                                                                      | • Эрнест Боргнайн — «Смертельное благословение» (за роль Исайи Шмидта)           |                                                                                  |
| Худшая мужская роль второго плана | Стив Форрест                                                                                      | • Джеймс Коко — «Только когда я смеюсь» (за роль Джимми Перрино)                 |                                                                                  |
| Худшая мужская роль второго плана | Стив Форрест                                                                                      | • Дэнни Де Вито — «Обезьянник» (за роль Лазло)                                   |                                                                                  |
| Худшая женская роль второго плана | • Дайана Скаруид — «Дорогая мамочка» (за роль взрослой Кристины Кроуфорд)                         | • Дайана Скаруид — «Дорогая мамочка» (за роль взрослой Кристины Кроуфорд)        | • Дайана Скаруид — «Дорогая мамочка» (за роль взрослой Кристины Кроуфорд)        |
| Худшая женская роль второго плана | • Рутаня Олда — «Дорогая мамочка» (за роль Кэрол Энн)                                             |                                                                                  |                                                                                  |
| Худшая женская роль второго плана | • Фэрра Фосетт — «Гонки „Пушечное ядро“» (за роль Памелы Гловер)                                  |                                                                                  |                                                                                  |
| Худшая женская роль второго плана | • Мара Хобел — «Дорогая мамочка» (за роль юной Кристины Кроуфорд)                                 |                                                                                  |                                                                                  |
| Худшая женская роль второго плана | • Ширли Найт — «Бесконечная любовь» (за роль Энн Баттерфилд)                                      |                                                                                  |                                                                                  |
| Худшая новая звезда               | • Клинтон Спилсбури — «Легенда об одиноком рейнджере» (за роль Джона Рейда)                       | • Клинтон Спилсбури — «Легенда об одиноком рейнджере» (за роль Джона Рейда)      | • Клинтон Спилсбури — «Легенда об одиноком рейнджере» (за роль Джона Рейда)      |
| Худшая новая звезда               | • Гэри Коулман — «На правильном пути» (за роль Лестера)                                           |                                                                                  |                                                                                  |
| Худшая новая звезда               | • Мартин Хьюит — «Бесконечная любовь» (за роль Дэвида Аксельрода)                                 |                                                                                  |                                                                                  |
| Худшая новая звезда               | • Мара Хобел — «Дорогая мамочка» (за роль юной Кристины Кроуфорд)                                 |                                                                                  |                                                                                  |
| Худшая новая звезда               | • Майлз О’Киффи — «Тарзан, человек-обезьяна» (за роль Тарзана)                                    |                                                                                  |                                                                                  |
| Худший режиссёр                   | • Майкл Чимино за фильм «Врата рая»                                                               | • Майкл Чимино за фильм «Врата рая»                                              | • Майкл Чимино за фильм «Врата рая»                                              |
| Худший режиссёр                   | • Джон Дерек — «Тарзан, человек-обезьяна»                                                         |                                                                                  |                                                                                  |
| Худший режиссёр                   | • Блейк Эдвардс — «Сукин сын»                                                                     |                                                                                  |                                                                                  |
| Худший режиссёр                   | • Фрэнк Перри — «Дорогая мамочка»                                                                 |                                                                                  |                                                                                  |
| Худший режиссёр                   | • Франко Дзеффирелли — «Бесконечная любовь»                                                       |                                                                                  |                                                                                  |
| Худший сценарий                   | • Фрэнк Ябланс, Фрэнк Перри, Трэйси Хотчнер и Роберт Гетчелл — «Дорогая мамочка»                  | • Фрэнк Ябланс, Фрэнк Перри, Трэйси Хотчнер и Роберт Гетчелл — «Дорогая мамочка» | • Фрэнк Ябланс, Фрэнк Перри, Трэйси Хотчнер и Роберт Гетчелл — «Дорогая мамочка» |
| Худший сценарий                   | • Джудит Рэскоу — «Бесконечная любовь»                                                            |                                                                                  |                                                                                  |
| Худший сценарий                   | • Майкл Чимино — «Врата рая»                                                                      |                                                                                  |                                                                                  |
| Худший сценарий                   | • Блейк Эдвардс — «Сукин сын»                                                                     |                                                                                  |                                                                                  |
| Худший сценарий                   | • Том Роу и Гэри Годдард — «Тарзан, человек-обезьяна»                                             |                                                                                  |                                                                                  |
| Худшая музыка к фильму            |                                                                                                   | • Джон Барри — «Легенда об одиноком рейнджере»                                   | • Джон Барри — «Легенда об одиноком рейнджере»                                   |
| Худшая музыка к фильму            | • Дэвид Мэнсфилд — «Врата рая»                                                                    |                                                                                  |                                                                                  |
| Худшая музыка к фильму            | • Tangerine Dream — «Вор»                                                                         |                                                                                  |                                                                                  |
| Худшая музыка к фильму            | • Джо Ренцетти — «Под радугой»                                                                    |                                                                                  |                                                                                  |
| Худшая музыка к фильму            | • Иэн Фрейзер — «Зорро, голубой клинок»                                                           |                                                                                  |                                                                                  |
| Худшая песня к фильму             | • Baby Talk — «Отцовство» — музыка: Дэвид Шайр, слова: Дэвид Фришберг                             | • Baby Talk — «Отцовство» — музыка: Дэвид Шайр, слова: Дэвид Фришберг            | • Baby Talk — «Отцовство» — музыка: Дэвид Шайр, слова: Дэвид Фришберг            |
| Худшая песня к фильму             | • Hearsts, Not Diamonds — «Поклонник» — музыка: Марвин Хэмлиш, слова: Тим Райс                    |                                                                                  |                                                                                  |
| Худшая песня к фильму             | • The Man in The Mask — «Легенда об одиноком рейнджере» — музыка: Джон Барри, слова: Дин Питчфорд |                                                                                  |                                                                                  |
| Худшая песня к фильму             | • Only When I Laugh — «Только когда я смеюсь» — музыка: Дэвид Шайр, слова: Ричард Молтби мл.      |                                                                                  |                                                                                  |
| Худшая песня к фильму             | • You're Crazy But I Like You — «Хонки-Тонк шоссе» — композиторы: Фрэнк Мускер и Доминик Бугатти  |                                                                                  |                                                                                  |